# Rheocyclops carolinianus
Rheocyclops carolinianus is een eenoogkreeftjessoort uit de familie van de Cyclopidae. De wetenschappelijke naam van de soort is voor het eerst geldig gepubliceerd in 1999 door Reid.